# Famille O'Connor
Les Uí ou Ua Conchobair ou O'Conor (moyen irlandais: Ó Conchubhair;  (Irlandais: Ó Conchúir), (angicisé en O'Connor) sont une dynastie irlandaise. Cette antique famille d’Irlande était apparentée aux Uí Neill puisqu’elle prétendait également descendre de l’Ard ri Érenn mythique Conn Cétchathach. Cette famille fournit de nombreux rois de Connacht et le dernier Ard ri Erenn. Leur résidence traditionnelle se trouve à  Clonalis House aux alentours de Castlerea dans le Comté de Roscommon. L'actuel O'Conor Don est Desmond O'Conor (né le 22 septembre 1938) qui vit à Rotherfield, dans l'est du Sussex en Angleterre.

## Nom
Le nom du clan apparaît au Xe siècle et dérive de celui de son fondateur Conchobar mac Taidg Móir.

## Historique
Deux branches de la famille régnèrent sans discontinuer sur le royaume de Connacht à partir de la fin du IVe siècle : 
- les descendants d’un neveu de Niall Noigiallach, l’Ard ri Érenn Dathí mac Fiachradh (405 à 428) (dates traditionnelles), dont le dernier à occuper le trône fut Donnchadh mac Cathal (mort en 773) ;
- les descendants du frère aîné de Niall Noigiallach, Briun mac Eochaidh Mugmedon ; les Uí Briúin se scindèrent en trois branches, les Uí Briun Breifne, les Uí Briun Seola et la principale, les Ui Briun Ai. Cette dernière donna naissance à deux familles rivales, les Uí ou Ua Ruaire et les Uí ou Ua Conchobair qui alternèrent sur le trône du Connacht avec les représentants des autres branches jusqu'à ce que cette fonction soit monopolisée par les Ua Conchobair du Sil Muireadhaigh à partir de 1102.

Cette dernière famille joua un rôle prépondérant en Irlande au XIIe siècle avec Toirdelbach mac Ruaidri Ua Conchobair et son fils Ruaidri mac Toirdelbach Ua Conchobair, respectivement Ard ri Érenn de 1121 à 1156 et de 1166 à 1186.
Après la destitution et la mort de Ruaidri O'Connor, ses descendants furent évincés de la royauté de Connacht par ceux de son frère cadet Cathal Crodbearg, roi 1189-1224.
Pourtant dès 1206, Cathal Crodbearg avait du céder les deux tiers de son royaume au roi Jean d'Angleterre. Le successeur de ce dernier, après la mort de Cathal et la lutte de succession qui avait suivi, avait investi en 1227 Richard de Bourg du titre de « seigneur de Connaught », soit la totalité de l’ancien royaume, à l'exception des cinq cantons orientaux. Richard de Burgh en prit possession en 1235 et se titra Seigneur du Connaught.
La partie est du Connacht conserva ses rois irlandais jusqu'au XVe siècle car les O’Connor y conservèrent "de facto" le titre de roi de Connacht jusqu’à Tadg mac Toirdhealbhaigh Ruaidh (1439-1464). Toutefois à partir de 1324 la lignée des O'Connor Sligo, seigneurs de Caibre (irlandais: Ó Conchubhair Sligo), s'établit indépendante et perdura jusqu'en 1634.
En 1384, une nouvelle division intervient avec deux autres segments de la dynastie, les O'Connor Don (irlandais: Ó Conchubhair Donn), et les O'Connor Roe (irlandais Ó Conchubhair Ruadh) qui réussissent à maintenir leurs droits sur des fractions de leur ancien royaume, respectivement jusqu'en 1616 et 1654. Les O'Connor Don se considèrent toujours actuellement comme les descendants des rois de Connacht.

### Sources
- Stokvis, Anthony Marinus Hendrik Johan, préface de H. F. Wijnman, Manuel d'histoire, de généalogie et de chronologie de tous les États du globe, depuis les temps les plus reculés jusqu'à nos jours, Israël, 1966 ;
- Jean Guiffan, « L'histoire de l'Irlande », les Cahiers de l'Histoire, no 76,‎ mai 1968 ;
- (en) Edel Bhreathach (ouvrage collectif), The kingship and landscape of Tara, Dublin, Four Courts Press for Discovery Programme, 2005.

### Article lié
- Liste des rois de Connacht